# Summer School (1987)
Summer School ist eine US-amerikanische Komödie aus dem Jahr 1987. Regie führte Carl Reiner, das Drehbuch schrieb Jeff Franklin.

## Handlung
Der High-School-Lehrer Freddy Shoop will gemeinsam mit seiner Freundin Urlaub auf Hawaii verbringen. Währenddessen erfährt eine Gruppe der Schüler – darunter Pam House, Denise Green, Larry Kazamias und Kevin Winchester – dass sie wegen der mangelnden schulischen Leistungen während der Sommerferien zusätzlichen Unterricht belegen müssen. Zwei der Schüler, Francis Gremp und Dave Frazier, sind Fans des Horrorfilms Blutgericht in Texas. Der als Betreuer vorgesehene Lehrer gewinnt in einer Lotterie und kündigt. Ersatzweise wird Shoop mit der Betreuung der Schüler beauftragt.
Die Freundin des Lehrers reist alleine ab. Shoop trifft häufig seine Kollegin Elizabeth Bishop, die sich oft mit dem stellvertretenden Schulleiter Phil Gills verabredet. Er verliebt sich in Bishop. Währenddessen verspricht er den Schülern zusätzliche Vorteile, wenn sie lernen; unter anderem bringt er Green das Autofahren bei.
Die Schüler freunden sich mit Shoop an und lernen intensiv. Gills will Shoop entlassen, sollten nicht alle Schüler die abschließende Prüfung bestehen. Einige Schüler fallen durch, jedoch die Eltern der Schüler setzen sich für Shoop ein, was den Schuldirektor Kelban beeindruckt. Bishop und Shoop werden ein Paar.

## Kritiken
Roger Ebert schrieb in der Chicago Sun-Times vom 22. Juli 1987, die Komödie sei derart geistlos, dass er sich beim Zuschauen zwingen musste, die Handlung aufmerksam zu verfolgen. Der Film habe keine Existenzberechtigung; er hinterlasse nach dem Verlassen des Kinos keinen bleibenden Eindruck.
Das Lexikon des internationalen Films schrieb, Summer School sei ein „Teenagerfilm mit erstaunlichem Tiefgang“. Er unterhalte „weitgehend vergnüglich“, sei jedoch als eine „drastische Horrorfilm-Parodie“ nicht „für jedermann bekömmlich“.

## Hintergründe
Der Film wurde unter anderen in Los Angeles und in Santa Monica gedreht. Er spielte in den US-Kinos ca. 35,66 Millionen US-Dollar ein.